# De spookkrater
De spookkrater is het 132ste stripverhaal van Jommeke. De reeks wordt getekend door striptekenaar Jef Nys.

## Verhaal
In Engeland ontsnapt een gevaarlijke dievegge uit haar cel. In Zonnedorp krijgt Jommeke een telefoontje van Archibald van Buikegem. Na een bezoek aan zijn oude vriend, Lord Chester, werd zijn helikopter gestolen. Maanden gaan voorbij..
Op straat ontmoeten Jommeke en zijn vrienden een echtpaar uit Beieren die hun landgoed ontvluchtten omdat het er sinds kort spookt in de omgeving. Doodsbang hebben ze hun huisje verlaten. Jommeke weet zijn ouders te overtuigen om net daar op vakantie te gaan zodat hij samen met zijn vrienden, die ook meemochten, het raadsel kan oplossen. Heeft de ontsnapte dievegge, Gertruut Chester er iets mee te maken?
Aangekomen in Duitsland krijgen de vrienden al direct angstaanjagende geluiden te horen. Blijkt dit een alarmsysteem te zijn. Later vinden ze professor Denkekop. Deze vertelt dat in de krater een dievenbende een schuilplaats heeft en door spookgeluiden te laten horen zo de bevolking wil verjagen uit de omgeving. Ze vinden ook een diamant in de krater waar de dievenbende, onder leiding van Gertruut Chester, feitelijk naar op zoek was. Uiteindelijk kunnen ze de bende overmeesteren en opsluiten.
Tot slot krijgt het Duits echtpaar de diamant, en wat het verhaal betreft, dat eindigt terug waar het begonnen is, in de cel.

## Achtergronden bij het verhaal
- De dame met slechte bedoelingen, Gertruut Chester genaamd, kwam eerder al voor in het album De vlag van Lord Chester. Ze duikt later weer op in Storm aan zee.